# Cámara oculta

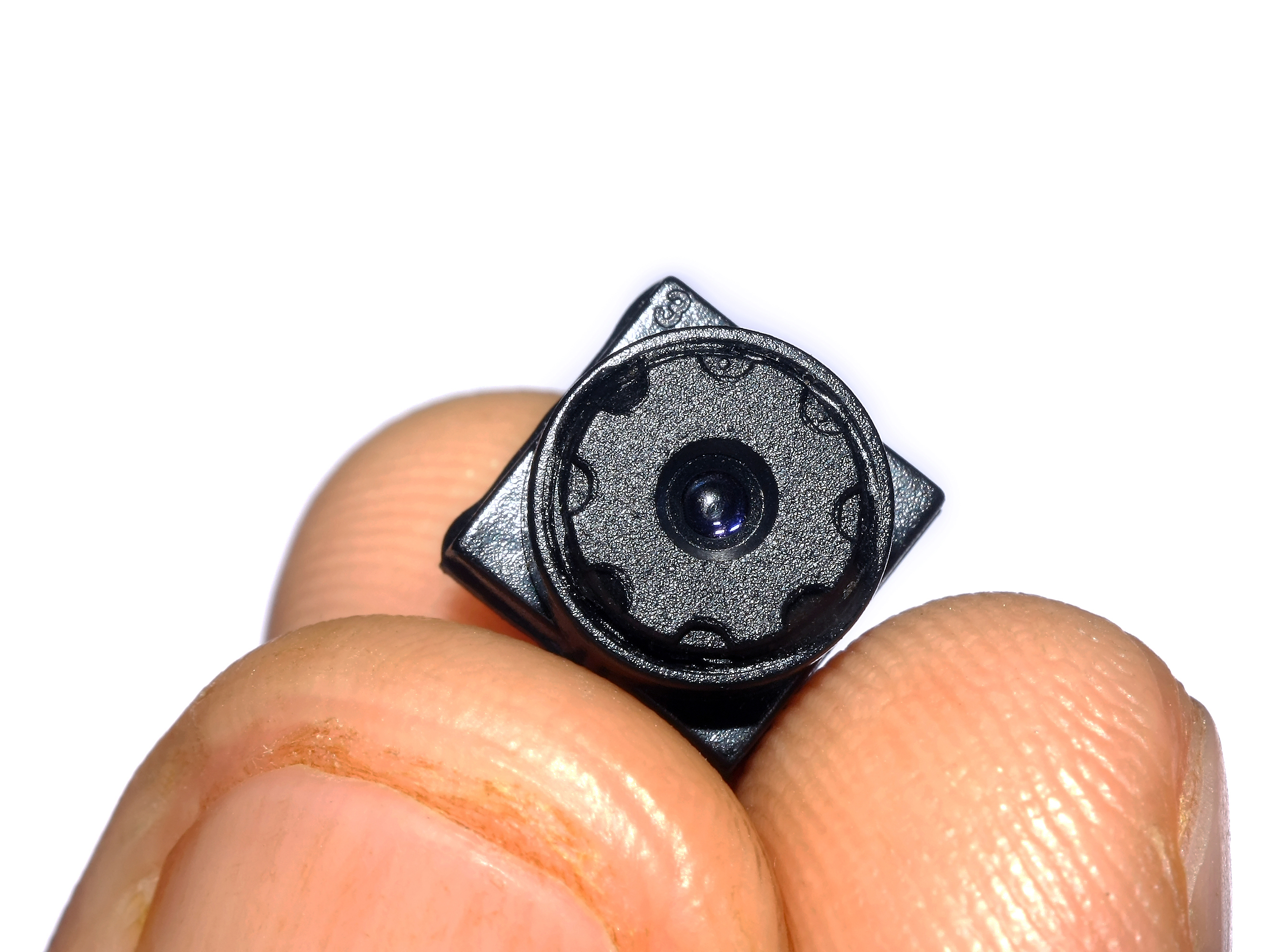
Cámara oculta

Una cámara oculta también denominada "cámara espía", es una cámara de fotos o de vídeo usada para filmar personas sin su conocimiento. La cámara está "oculta" ya que, o bien no es visible para el sujeto que está siendo filmado, o está siendo camuflada con la forma de otro objeto. Las cámaras ocultas se han hecho populares para la vigilancia del hogar, y pueden ser incorporadas en objetos domésticos comunes, tales como detectores de humo, despertadores, plantas o teléfonos móviles. Las cámaras ocultas también pueden ser utilizadas comercialmente o industrialmente como cámaras de seguridad. Desde el año 2018 las cámaras espías en España se han popularizado debido a los USB Espía.

## Descripción
Una cámara espía oculta puede tener cables o ser inalámbrica. En el primer caso estará conectada a un televisor, una videograbadora o a una grabadora de vídeo digital (DVR), mientras que una cámara oculta inalámbrica puede utilizarse para transmitir una señal de video a un receptor dentro de un radio pequeño (hasta unos pocos cientos de metros). Como consecuencia de la amplia proliferación y reducción de costos de los dispositivos electrónicos, las cámaras ocultas están encontrando cada vez aplicaciones más amplias.

### Niñeras
Un uso frecuente aunque controvertido de la cámara oculta es el de espiar a las niñeras durante el cuidado de los niños. Por ejemplo, un caso en Estados Unidos en el que una niñera supuestamente fue grabada sacudiendo violentamente a un bebé no fue aceptado como prueba (pero debido a cuestiones relacionadas con la calidad de vídeo, no a la legalidad)
En España, las niñeras se consideran trabajadoras del hogar y, a pesar de que la grabación se realiza en un entorno privado, para el empleado se considera su centro de trabajo, por lo que debe estar informado si se realizan grabaciones.

## Cámaras en miniatura
Cámaras fotográficas en miniatura han sido utilizadas para hacer fotografías subrepticias, usando películas de 8 × 11 mm. En particular, se han usado cámaras Minox para fotografiar documentos clandestinamente en casos de espionaje. Hoy en día, las cámaras espía pueden ser compradas por cualquier persona a precios tan bajos como 6 dólares, y estas cámaras modernas pueden ser tan pequeñas como un llavero y grabar vídeos en alta resolución.

## En televisión y películas
La cámara oculta es un género televisivo (usado ocasionalmente en alguna película) que consiste en gastar bromas a una persona o grupo de personas, a la que se le coloca en medio de alguna situación estrambótica para grabar sus reacciones con una cámara escondida.

### En Estados Unidos
Uno de los primeros y más exitosos ejemplos de cámara oculta fueron los cortometrajes de Candid Microphone en los años 1940.
| Programa                                                    | Cadena             | Años de emisión                            | Número de episodios |
| ----------------------------------------------------------- | ------------------ | ------------------------------------------ | ------------------- |
| $25 Million Dollar Hoax                                     | NBC                | 2004                                       | 3                   |
| Animal Kidding                                              | Animal Planet      | 2003                                       | 16                  |
| Balls of Steel                                              | Channel 4          | 2005                                       |                     |
| Boiling Points                                              | MTV                | 2003-2005                                  |                     |
| Breaking Up with Shannen Doherty                            | Oxygen             | 2006                                       | 14                  |
| Burned                                                      | MTV                | 2003                                       | 30                  |
| Buzzkill                                                    | MTV                | 1995                                       |                     |
| Candid Camera                                               | ABC/NBC/CBS/PAX    | 1948-1954, 1960-1967, 1987-1988, 1996-2004 | 1,000+              |
| Celebrity Undercover                                        | MTV                |                                            | 20                  |
| Cheaters                                                    |                    |                                            |                     |
| Crossballs: The Debate Show                                 | Comedy Central     |                                            |                     |
| Da Ali G Show                                               | Channel 4          |                                            |                     |
| Damage Control                                              | MTV                | 2005                                       | 16                  |
| Dirty Sexy Funny: Olivia Lee                                | Comedy Central UK  |                                            | 8                   |
| Faking the Video                                            | MTV                | 2004                                       | 7                   |
| Fire Me...Please                                            | CBS                | 2005                                       | 4                   |
| Funny Business                                              |                    |                                            |                     |
| Girls Behaving Badly                                        | Oxygen             | 2002-2007                                  | 72                  |
| Guys Behaving Badly                                         | Oxygen             | 2005                                       | 5                   |
| Hi-Jinks                                                    | NIK                | 2005                                       |                     |
| Hidden Howie: The Private Life of a Public Nuisance         | BRAVO              | 2005                                       | 6                   |
| Impractical Jokers                                          | truTV              | 2011                                       | 53                  |
| Infarto                                                     | Azteca América     | 2005                                       |                     |
| Instant Recall                                              | GSN                | 2010                                       | 8                   |
| Invasion of the Hidden Cameras (When Hidden Cameras Attack) | FOX                |                                            | 12                  |
| Jamie Kennedy Experiment                                    | WB                 | 2003                                       |                     |
| Just For Laughs                                             |                    | 2000                                       |                     |
| Just Kidding                                                |                    | 2012                                       |                     |
| Kids Behaving Badly                                         | Oxygen             | 2005                                       | 10                  |
| Laugh Out Loud                                              | M-Net              |                                            |                     |
| Meet the Marks                                              | FOX                | 2002                                       | 7                   |
| MotorMouth                                                  | VH1                |                                            |                     |
| My Big Fat Obnoxious Boss                                   |                    |                                            |                     |
| My Big Fat Obnoxious Fiancé                                 |                    |                                            |                     |
| Naked Camera                                                | RTÉ Two            | 2005-2007                                  | 18                  |
| Oblivious                                                   |                    |                                            |                     |
| People Traps                                                | Animal Planet      | 2002                                       | 1                   |
| Peter Jacobsen Plugged In                                   |                    |                                            |                     |
| Punk'd                                                      | MTV                | 2003-2007, 2012                            | 67                  |
| Que Locura                                                  | Venevisión         | 2001                                       |                     |
| ROOM 401                                                    | MTV                | 2007                                       |                     |
| The Real Wedding Crashers                                   | NBC                | 2007                                       | 6                   |
| Really Naked Truth                                          | Playboy            |                                            | 22                  |
| Red Handed                                                  | UPN                | 1999                                       |                     |
| Scare Tactics                                               | Syfy               | 2003                                       |                     |
| Show Me the Funny                                           | FOX                | 1998                                       | 155                 |
| Skunked TV                                                  | NBC                | 2004                                       | 13                  |
| Sledgehammer                                                | VH1                | 2001                                       | 5                   |
| Spy TV                                                      | NBC                | 2001                                       | 27                  |
| Taxicab Confessions                                         | HBO                | 1995                                       |                     |
| That's Funny                                                |                    | 2004                                       | 80                  |
| Totally Hidden Extreme Magic                                | NBC                |                                            | 2                   |
| Totally Busted                                              | PlayboyTV          | 2003                                       |                     |
| Totally Hidden Video                                        | FOX                | 1989                                       |                     |
| Tourist Traps                                               |                    | 2001                                       | 6                   |
| Trapped in TV Guide                                         | TVG                | 2006                                       |                     |
| Trigger Happy TV                                            |                    | UK 2000 / US 2003                          | 13                  |
| TV's Bloopers and Practical Jokes                           |                    |                                            |                     |
| Ultimate Revenge                                            | TNN/SPIKE          | 2001                                       | 26                  |
| Videomatch                                                  | Telefé (Argentina) | 1991 - 2004                                |                     |
| What Would You Do?                                          | ABC                | since 2009                                 |                     |
| World Shut Your Mouth                                       | BBC                | 2005                                       | 7                   |
| Wow Mali / Wow Mali Pa Rin!                                 | TV5                | since 1996                                 |                     |
| You're On!                                                  | Nickelodeon        | 1998                                       |                     |
| You've Got a Friend (My New Best Friend)                    | MTV                | 2004                                       | 8                   |

### España
En España, uno de los primeros y más conocidos programas de cámara oculta fue Objetivo indiscreto, que se empezó a emitir en TVE en 1965 Es también recordada la Gala Inocente, Inocente, emitida por primera vez el día de los inocentes de 1995, en la que se gastan bromas a personajes famosos y se recauda dinero para causas solidarias.
Aunque de forma más esporádica, este género ha aparecido en películas de 35mm como la saga de To er mundo e… ¡güeno! (1982-1985) o El gran marciano (2000) en donde se hizo creer a los concursantes de la primera edición de Gran Hermano que estaban siendo testigos de un contacto alienígena.
En España, el programa Just for Laughs Gags se ha emitido en la mayoría de canales de la FORTA: a partir de 2006, en IB3, TV3, Aragón TV, CMT (donde aún se emite), ETB1, ETB2, ETB4, Telemadrid y TV Canaria. Entre 2004 y 2010, Canal Nou lo emitió bajo el nombre Tot per Riure, con cabecera en valenciano.
La FORTA, además, ha emitido programas de cámara oculta de producción propia: en Asturias, TPA comenzó en 2007 la emisión de La risa floja; y en Galicia, el mismo año, TVG estrenó Arre Demo, que posteriormente se emitió en catalán en TV3 entre 2008 y 2009.

### Andorra
La televisión experimental intermitente andorrana, Tele-Fira Andorra, en la edición de 1989, que se llevó a cabo entre el 20 y el 30 de octubre, emetió el programa Càmera Amagada, producido íntegramente en Andorra.

### Chile
En Chile, a mediados de los 80, el programa Sábados Gigantes de Canal 13 emitía cámaras escondidas. Otro programa emitido fue Solo Para Reír de Mega, en donde se emitían los gags de Just for Laughs solo que con narración.

## En arte
- The Truman Show